# Шолакозек (Айиртауський район)
Шолакозе́к (каз. Шолақөзек) — село у складі Айиртауського району Північноказахстанської області Казахстану. Входить до складу Сиримбетського сільського округу, раніше перебувало у складі ліквідованої Даукаринської сільської ради.
Населення — 63 особи (2021; 144 у 2009, 218 у 1999, 252 у 1989).
Національний склад станом на 1989 рік:
- казахи — 100 %.